# نامه مرموز
نامه مرموز نام یک کتاب در ادبیات فرانسه نوشته نویسنده شهیر ژول ورن می‌باشد.

## داستان
حوادث این داستان تاریخی در مورد قیام مردم مجارستان است. در تاریخ "۲۹ مه ۱۸۶۷" رژیم مجارستان قرارداد صلحی با اتریش منعقد کرد که به مصالحه ۱۸۶۷ مجارستان-اتریش مشهور گردید. بر اساس این مصالحه دولت مجارستان خودمختاری بدست آورد، اما آنان خواستار جدایی و استقلال کامل از اتریش بودند.

## نامه مرموز در ایران
این کتاب در ایران توسط انتشارات دبیر در (مجموعه ادبیات داستانی جهان برای نوجوانان) به چاپ رسید. همچنین توسط نشر بارانا هم به چاپ رسید.